# Faro del islote de Petite-Terre
El Faro del Islote de Petite-Terre (en francés: Phare de l'îlet de Petite-Terre) es el faro más antiguo de Guadalupe una dependencia de Francia en el Mar Caribe. Se encuentra en la isla de Terre-de-Bas (en las islas de Petite-Terre) al sursudoeste de la isla de La Désirade (en la ciudad del mismo nombre), y al sur de Pointe des Chateaux de Saint Francois en la isla de Guadalupe.
El islote de Petite- Terre ya no está habitado desde que los últimos pobladores y el farero y su familia salieron de la isla en 1972, esto debido a que el faro fue automatizado.
El faro está registrado como monumento histórico desde el 28 de marzo de 2002.